# 1940 في تونس
فيما يلي قوائم الأحداث التي وقعت خلال عام 1940 في تونس.